# Yiheng Wang
Yiheng Wang (chinesisch 王艺衡, Pinyin Wáng Yìhéng; * 2010er Jahre) ist ein chinesischer Speedcuber. Er stellte mehrere Weltrekorde in den Disziplinen 3x3x3 und 2x2x2 auf.

## Leben
Wang nahm 2019 zum ersten Mal an einem Speedcubing-Turnier teil. 2021 gewann er das erste Mal ein Turnier. Bei der Speedcubing-Weltmeisterschaften 2023 wurde er zweiter nach Max Park, der nur 0,01 Sekunden schneller war.
2023 stellte Wang seinen ersten asiatischen Rekord in 3x3x3 Durchschnitt mit einer Zeit von 4,91 Sekunden auf und kurze Zeit später seinen ersten Weltrekord mit 4,69 Sekunden, ebenfalls 3x3x3 Durchschnitt.
Er gewann die Speedcubing-Weltmeisterschaften 2025 und löste damit Max Park als Weltmeister ab, der diesen Titel seit 2017 trug.

### Sliding-Vorfälle
Für den 2x2x2-Weltrekord von 0,78 Sekunden Durchschnittszeit wurde er kritisiert, da er den Timer nicht regelkonform gestartet hat und den Würfel berührt hat, bevor der Timer losging. Diese Art, den Lösungsversuch zu starten, wird Sliding (Englisch für Gleiten) genannt, da hierbei die Hände zum Würfel gleiten, statt vom Timer angehoben zu werden.
Für die Erkennung dieses Vorgehens war eine Frame-By-Frame-Analyse erforderlich, die damals nicht zugelassen war. Obwohl bei der Einführung dieser Analysemethode bestimmt wurde, diese nicht für vergangene Fälle anzuwenden, wurde diese Bestimmung aufgehoben und es wurde nachträglich Zeitstrafen verhängt. Hierdurch änderte sich das Ergebnis von 0,78 zu 3,47 Sekunden.
Ebenso wurde Wang bei dem später aufgestellten 2x2x2-Weltrekord von 0,86 Sekunden (Durchschnitt) bestraft. Wodurch sich die Zeit auf 2,20 Sekunden verschlechterte.

## Weltrekorde
Die aberkannten Weltrekorde sind hier nicht aufgelistet.
| Disziplin | Typ            | Zeit in Sekunden | Turnier                             |
| --------- | -------------- | ---------------- | ----------------------------------- |
| 3x3x3     | Einzelergebnis | 3,08             | XMUM Cube Open 2025                 |
| 3x3x3     | Durchschnitt   | 4,69             | Yong Jun KL Speedcubing 2023        |
| 3x3x3     | Durchschnitt   | 4,48             | Mofunland Cruise Open 2023          |
| 3x3x3     | Durchschnitt   | 4,36             | Philippine Championship 2024        |
| 3x3x3     | Durchschnitt   | 4,09             | Xuzhou Autumn 2024                  |
| 3x3x3     | Durchschnitt   | 4,09             | Rubik's WCA Asian Championship 2024 |
| 3x3x3     | Durchschnitt   | 4,25             | Deqing Small Cubes Summer 2024      |
| 3x3x3     | Durchschnitt   | 4,05             | Zhengzhou Open 2024                 |
| 3x3x3     | Durchschnitt   | 4,03             | Xi'an Cherry Blossom 2025           |
| 3x3x3     | Durchschnitt   | 3,91             | Lishui Open 2025                    |
| 2x2x2     | Durchschnitt   | 0,93             | Twist & Fries Johor Bahru 2024      |
| 2x2x2     | Durchschnitt   | 0,92             | Johor Cube Open 2024                |
| 2x2x2     | Durchschnitt   | 0,88             | Hangzhou Open 2024                  |
| Quelle:   |                |                  |                                     |